# Ukochany Kraj...
Ukochany Kraj… czyli PRL w piosence – spektakl teatru muzycznego Studio Buffo w reżyserii Janusza Józefowicza. Premiera przedstawienia odbyła się 21 marca 2001 roku w teatrze Buffo.
- scenariusz, choreografia i reżyseria – Janusz Józefowicz
- kierownictwo muzyczne – Janusz Stokłosa
- dekoracje – Janusz Sosnowski
- kostiumy – Agnieszka Komornicka, Ewa Krauze, Halina Piwowarska

## Fabuła
Janusz Józefowicz i Janusz Stokłosa wraz z całym zespołem Studio Buffo podczas jednego spektaklu opowiadają przy pomocy piosenek i kronik filmowych z lat 1946–1989 o życiu Polaków w peerelowskiej rzeczywistości.

## Artyści i wykonawcy
Monika Ambroziak, Joanna Chmielewska-Chłopicka, Martyna Kubiak, Elżbieta Portka, Joanna Wiśniewska, Joanna Teśla, Aneta Todorczuk-Perchuć, Natasza Urbańska, Artur Chamski, Jarosław Janikowski, Grzegorz Kowalczyk, Krystian Sacharczuk, Krzysztof Rymszewicz, Wojciech Dmochowski, Antoni Powierza, Janusz Józefowicz, Aleksandra Zwadzka, Marysia Tyszkiewicz, Natalia Srokocz, Jerzy Grzechnik

## Zespół muzyczny
- Janusz Stokłosa – fortepian
- Marcin Trojanowicz – syntezatory
- Mirosław Wiśniewski / Dariusz Szymańczak – gitara basowa
- Paweł Twardoch / Radosław Maciński – perkusja
- Mariusz „Fazi” Mielczarek / Sebastian Stanny – saksofony
- Zbigniew Dziubiński – gitara

## Niektóre piosenki ze spektaklu i wykonawcy
- Ukochany kraj, Budujemy nowy dom – zespół teatru Studio Buffo
- Mexicana – Monika Ambroziak
- Kuba, wyspa jak wulkan gorąca – Jerzy Grzechnik
- Jesteśmy na wczasach – Janusz Józefowicz
- Radość o poranku – Monika Ambroziak, Natasza Urbańska, Emilia Dębska, Natalia Srokocz, Elżbieta Portka
- Trubadurzy (medley) – Artur Chamski, Krystian Sacharczuk, Janusz Józefowicz
- Walentyna – Monika Ambroziak
- Bal u arlekina – Natasza Urbańska i zespół teatru Studio Buffo
- Beata z albatrosa – Janusz Józefowicz
- 10 w skali Beauforta – Krzysztof Rymszewicz
- Małgośka – Monika Ambroziak
- Małe tęsknoty – Anna Sochacka
- Kasztany – Natalia Krakowiak
- Psalm stojących w kolejce – zespół teatru Studio Buffo
- Tango na głos i orkiestrę i jeszcze jeden głos… – Aneta Todorczuk-Perchuć
- Polska Miłość – Aneta Todorczuk-Perchuć
- Nie liczę godzin i lat – Jerzy Grzechnik
- Au sza la la la / Za 10 trzynasta – zespół Studio Buffo
- Chałupy welcome to – zespół Studio Buffo
- Serduszko puka w rytmie cza-cza – Aleksandra Zawadzka
- Niech żyje bal – Natalia Krakowiak
- O mnie się nie martw – Natasza Urbańska, Monika Ambroziak i Elżbieta Portka
- Moda i miłość – Janusz Józefowicz
- Kokosy
- Pomaluj mój świat
- Daj mi tę noc – Natasza Urbańska i Janusz Józefowicz
- Szeptem – Janusz Józefowicz
- Zbuntowany Anioł – Natasza Urbańska

## Sukcesy
Przedstawienie zdobyło na V Festiwalu Dobrego Humoru w Gdańsku (2004 r.) Grand Prix festiwalu – Błękitny Melonik Charliego.